# Криниця (Красноставський повіт)
Криниця (пол. Krynica) — село в Польщі, у гміні Красностав Красноставського повіту Люблінського воєводства.
Населення — 150 осіб (2011).
У 1975-1998 роках село належало до Холмського воєводства.

## Демографія
Демографічна структура станом на 31 березня 2011 року:
|          | Загалом | Допрацездатний вік | Працездатний вік | Постпрацездатний вік |
| -------- | ------- | ------------------ | ---------------- | -------------------- |
| Чоловіки | 70      | 20                 | 44               | 6                    |
| Жінки    | 80      | 12                 | 45               | 23                   |
| Разом    | 150     | 32                 | 89               | 29                   |